# San Diego Country Club
De San Diego Country Club is een countryclub in de Verenigde Staten. De club, die een 18-holes- golfbaan heeft met een par van 72, werd opgericht in 1920 en bevindt zich in Chula Vista, Californië.
Naast een golfbaan kan de club ook evenementen organiseren zoals bruiloften. De golfbaan werd in 1921 ontworpen door de golfbaanarchitect Willie Wattson.
Voor het golftoernooi bij de heren is de lengte van de baan 6431 m met een par van 72.

## Golftoernooien
- San Diego Open: 1952 & 1953